# رودجر ستيفنز
رودجر ستيفنز (بالإنجليزية: Rodger Stevens)‏ هو نحات أمريكي، ولد في 1966 في بروكلين في الولايات المتحدة.

## وصلات خارجية
- الموقع الرسمي